# Thessaloniki Lions Rugby Club
Dernière mise à jour : 29 décembre 2018.
Thessaloniki Lions Rugby Club, est un club de rugby à XV grec évoluant depuis 2008 dans le Championnat de Grèce de rugby à XV jusqu'à son arrêt, soit le plus haut niveau national grec de rugby à XV. Il est basé dans l'agglomération de la ville de Thessalonique. Il regroupe plus d'une quarantaine de licenciés. Il a pris la troisième place du championnat en 2013.
Depuis la saison 2013-2014, le club a intégré le championnat Unity Cup qui rassemble six autres équipes du pays. Il a quitté le championnat national de Grèce organisé par la fédération nationale en 2013. Il reste pleinement actif malgré la dissolution de la fédération grecque de rugby. Il est sous l'autorité de la fédération de handball grecque chargée du développement du rugby dans le pays.
Son siège social est depuis sa création situé au niveau du dème de Vasilika à l'est de la ville de Thessalonique. Le budget du club est alimenté uniquement par les cotisations des joueurs depuis sa création.

## Histoire

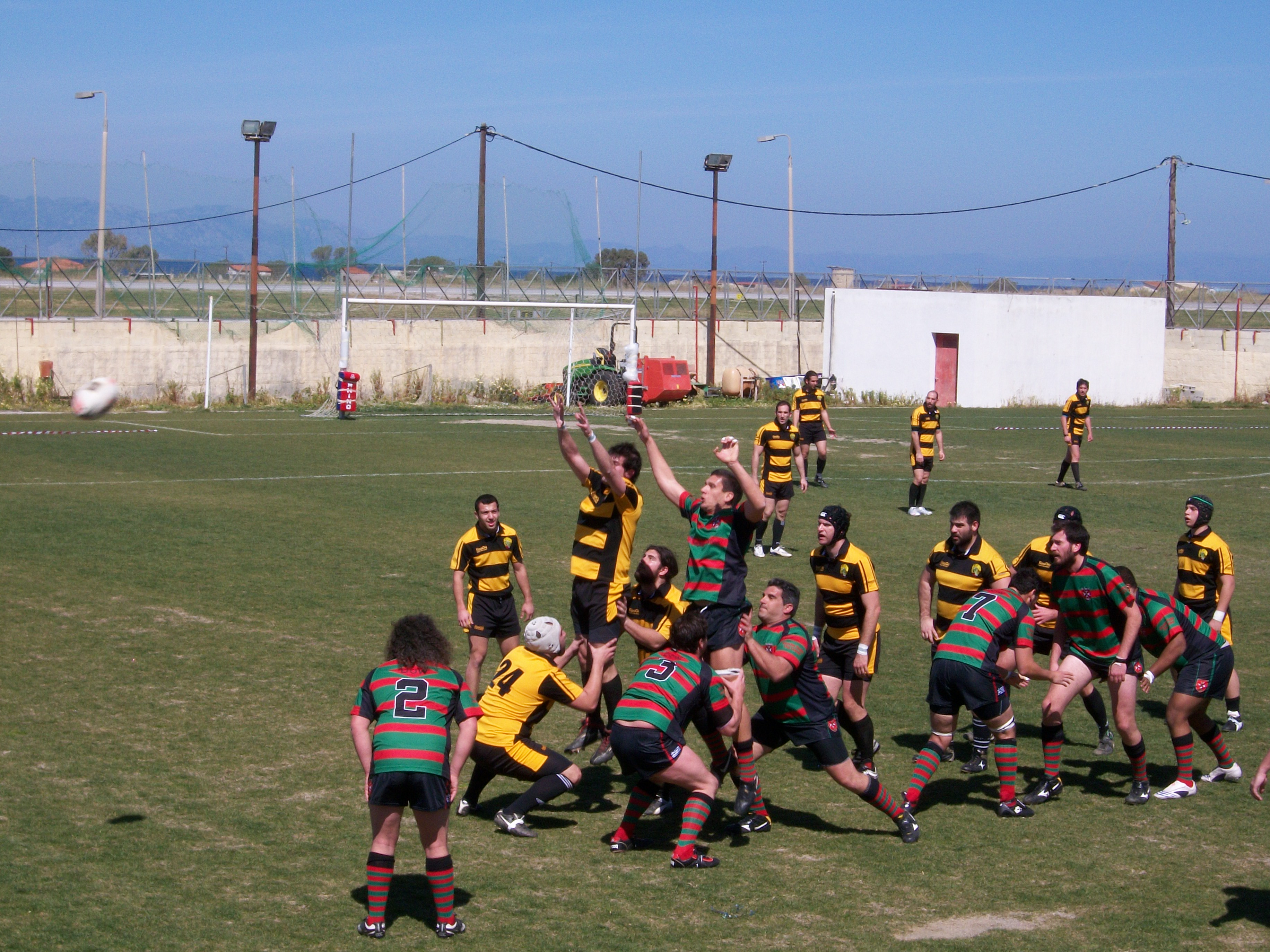
Thessaloniki Lions durant la demi-finale de phase finale le 10 mars 2010 contre les Colosses de Rhodes en Championnat de Grèce de rugby à XV

### Repères historiques
Le rugby existe à Thessalonique depuis des années et bien avant la création de la fédération grecque de rugby à XV en 2004. Officiellement le club du Spartakos était en place dès le premier championnat national en 2004-2005. Le club du Spartakos Thermaïkos était le vivier principal de joueurs de rugby dans le nord de la Grèce. Il a participé plusieurs fois aux demi-finales du championnat de Grèce lorsque celui-ci se déroulait en deux groupes (Nord et Sud). Avant 2005, plusieurs joueurs exerçaient déjà le rugby en faisant de longs voyages à Athènes ou de l'autre côté de la frontière en Bulgarie.
Une poignée de joueurs issus du Spartakos décident de quitter le club et de se réunir au sein d'un nouveau club : Lions. À la disparition du club du Spartakos, deux équipes naissent : Iraklis Thessalonique et les Lions de Thessalonique.

#### 2008: Les origines
Le 10 octobre 2008, premier match des Lions et victoire 24-20 contre les Makedones d'Evosmos dans la périphérie de Thessalonique.
Le club des Lions intègrent dès la première année, le championnat national où l'équipe se qualifie pour la demi-finale des play-offs.
En mai 2010, les Lions de Thessalonique effectuent leur premier match international avec une rencontre en Serbie contre les Wolves de Krusevac. L'équipe remporte très difficilement 29-28 le match contre une équipe jeune et volontaire composée de joueurs treizistes.
En 2011, le club se hisse à la troisième place du championnat national et se présente comme la troisième équipe après les deux équipes athéniennes : Athens RFC, Springboks Attica.

#### 2012: La descente du rugby grec
Durant la saison 2012-2013, après un début de championnat difficile et une défaite contre Iraklis, l'équipe se montre dangereuse contre les tenants du titre et monte en puissance jusqu'au match contre Athens RFC. À domicile, les Lions démontrent leur supériorité une fois de plus, après leur victoire en rugby à 7 en décembre 2012 (12-0 contre Athens RFC), et remportent le match 16-8 le 26 janvier 2013. L'équipe se hisse comme l'outsider pour le titre 2013. Selon le classement de la fédération, l'équipe termine deuxième ; cependant les équipes participantes portent réclamation devant le tribunal de justice pour différentes irrégularités effectuées par la fédération et son conseil d'administration.

#### 2013: Unity Cup
En octobre 2013, le club décide de quitter le championnat national pour intégrer un championnat non reconnu par la fédération nationale : Unity Cup. Celui-ci est composé de sept équipes : Attica Springboks, Panathinaïkos (ex-Athens RFC), Spartans, Aiolos Patra, Peristeri et les Titanes Kavala.
Le 2 novembre 2013, les Lions jouent leur premier match en Unity Cup contre les Titanes Kavala. Après cinq saisons, le club quitte le championnat national comme six autres équipes du pays.
En septembre 2014, une décision administrative issue du ministère des sports en Grèce annonce la dissolution de la fédération nationale de rugby pour fausses déclarations de clubs ayant une activité de rugby durant les années précédentes. En effet, la loi grecque prévoit qu'une fédération ne peut exister que selon un seuil de clubs officiels ce qui a été dénoncé dans cette annonce.
Le 2 octobre 2014, il s'agit du troisième match à l'étranger des Lions avec une rencontre contre les Kosovo Roosters de Prishtina, match qui a lieu à Skopje. Il s'agit d'un match test avant le début de la deuxième édition de l'Unity Cup.
Les saisons suivantes, les Lions sont engagés dans la compétition non officielle, l'Unity Cup qui permet d'effectuer des matchs afin de  pouvoir disputer la finale de l'Unity Cup. Les championnats Sevens permettent à l'équipe de jouer le 31 mai 2014 dans l'antre  du Panathinaïkos durant un week-end.
Le 22 septembre 2014, la fédération grecque de rugby n'est plus, c'est la fédération de Handball qui reprend le sport pour son développement.

#### 2015: Renouveau
En 2015, les Thessaloniki Lions élisent domicile dans le stade "Papafeio" dans la ville de Thessalonique. Il loue un vestiaire et dispose d'un terrain en herbe pour effectuer leurs entrainements et matchs amicaux de rugby. Par là même occasion, ils développent une académie pour les jeunes du quartiers, des séances de rugby, en accord avec l'Institut Papafeio. Le Wagon est dès lors le QG de l'équipe.
Les Lions organisent différents évènements dont un match amical le 2 mai 2015 contre Tovaal, une équipe néerlandaise qui remporte la victoire.
L'équipe de Thessalonique enchaîne dès lors en 2016 un ensemble de matchs amicaux contre les meilleures équipes du pays: Springboks Attica, Panathinaïkos démontrant de belles qualités techniques.
Le 18 mars 2017, les Lions rencontrent la nouvelle équipe venue de Crète, les Cretan Gunners, c'est une rencontre historique car elle confronte le capitaine Crétois S.Terezakis à l'équipe où il a débuté ses premières années de rugby. Les Crétois remportent le match 24-5 et animent la troisième mi-temps.
En septembre 2017, une partie de l'équipe se scinde des Lions pour former une nouvelle équipe de rugby à Thessalonique. Il s'agit des "Rebels Thessaloniki Rugby" formée à la base de trois joueurs à l'origine de la création des Lions en 2008.
Pour ses 10 ans, le club accueille un week-end en mai l'équipe du Partizan Belgrade hommes et femmes.

#### 2018: Nouvelles bases
En septembre 2018, c'est un nouveau changement qui bouscule le club de Thessalonique puisque le stade hôte du club à Papafeio n'est plus le siège des Lions, après des recherches et tractations, les Lions installent leur entrainements au sein du terrain en herbe d'un lycée sur les hauteurs de la commune de Pylaia en banlieue sud de Thessalonique.
De plus, les entraînements sont pris en charge par Kostas Evaggelopoulos, ancien membre fondateur du club,  joueur, digne représentant de l'équipe de Grèce de 2008 à 2012. Son installation dans le Nord du pays souffle un nouvel élan après presque 10 ans de prise en charge par le Géorgien Zaza.

### Création du club
| Thessaloniki Lions |

Né de la séparation et de la disparition du club Spartakos Thermaïkos, le club des lions est créé en 2008 par d'anciens joueurs de cette équipe de Thessalonique. Ils décident de bâtir une nouvelle équipe sur de nouvelles bases afin d'être plus performante. Trois objectifs guident le nouveau club : le championnat national, reconnaissance en Grèce du Nord et présence en équipe nationale de joueurs.
Formée d'une vingtaine de licenciés en 2008, le club est aujourd'hui animé d'une quarantaine de licenciés. L'équipe répond présent depuis sa création à toutes les organisations et évènements nationaux : Championnat à XV, tournois à sept, beach-rugby, présence aux journées de détection. L'équipe des Lions a permis la création en 2010 d'une équipe de rugby à XV à Kavala : Titanes devenus les AO Kavala.

## Palmarès

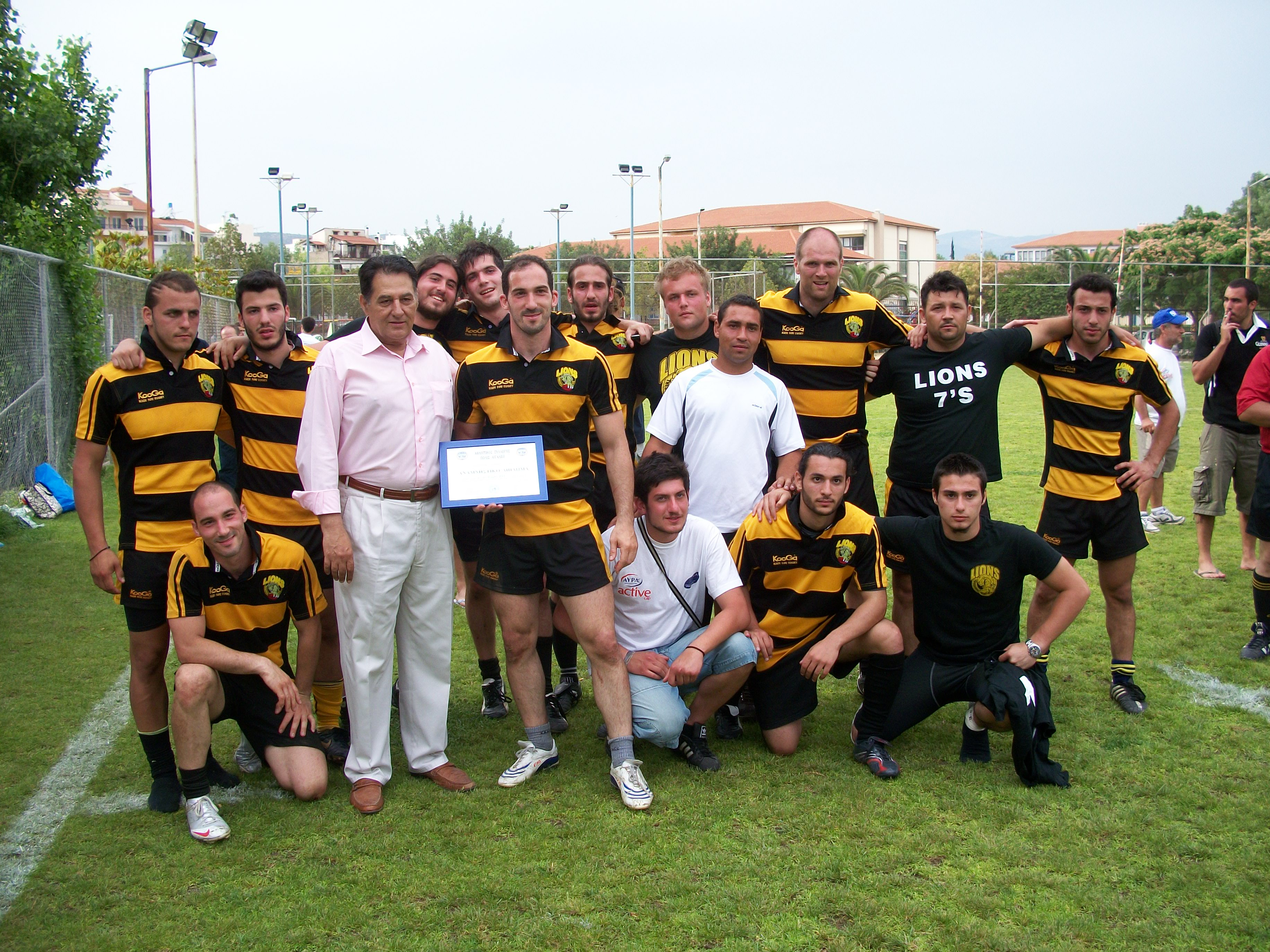
Thessaloniki Lions en mai 2010 lors du Championnat de Grèce de rugby à sept.

Les Lions Thessaloniki participent au Championnat de Grèce depuis la création du club en 2008. 
La saison 2009-2010 voit la participation du club à la phase finale et une défaite en demi-finale.
La saison 2010-2011 n'étant pas ouverte à la phase finale, les Lions sont classés à la troisième place du classement. 
Le club participe également au Championnat de Grèce de rugby à sept à plusieurs reprises. Durant la saison 2009-2010, le club termine en finale le 30 mai 2010 avec son équipe première après sa défaite 22-12 contre les Athens RFC. Les Lions ne se présentent pas au championnat 2010-2011.
En décembre 2012, l'équipe se classe première ex-aequo avec Athens RFC et Attica Springboks. Ils prennent leur revanche contre les Athens RFC en gagnant leur match 12-0. Enfin, les Lions participent au championnat de Grèce de beach rugby depuis sa création par les Titans Kavala Rugby Club.
Ils remportent le tournoi en 2011 de beach-rugby à Kavala.

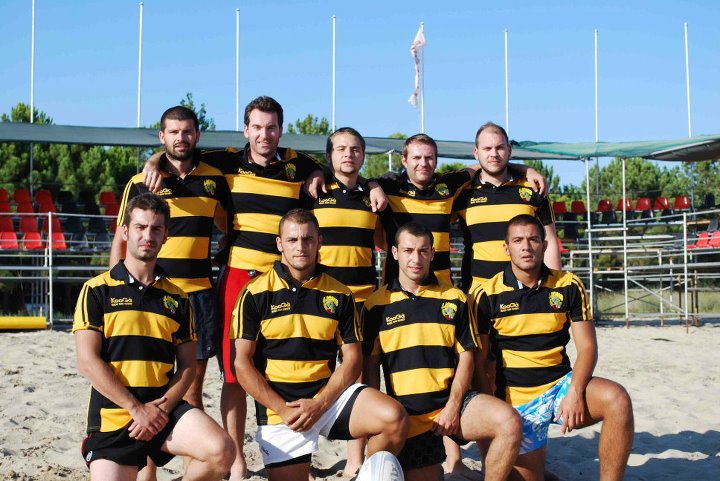
Équipe de Beach-rugby des Lions en 2010 à Kavala

Durant la saison 2012-2013, les Lions terminent deuxième de la phase régulière mais ne peuvent jouer le titre à la suite de la décision en février (dernière journée du championnat) de la fédération de ne pas jouer les play-offs.
- Championnat de Grèce
  - Demi-finaliste : 2009,2010
  - Troisième place : 2011
  - Deuxième place: 2013
- Championnat de Grèce de rugby à sept
  - Finaliste : 2010
- Championnat de Grèce de beach rugby
  - Participations : 2 équipes en 2010 [5]
  - Vainqueur : 2011

## Ère Zaza 1 (2008-2013)
Lors de la création du club en 2008, c'est l'entraîneur georgien Zaza Navrosachvili qui prend la tête des entraînements de l'équipe. Son expérience en tant qu'ancien joueur du club de Roustavi en Géorgie puis au sein du Spartakos Thessaloniki fait de lui le joueur le plus expérimenté en années de rugby pour prendre en charge l'équipe. Dans la précédente équipe de Thessalonique, Zaza Navrosachvili n'a jamais eu l'honneur de jouer la finale du championnat malgré plusieurs demi-finales jouées.
Durant cinq saisons, il forme les nouveaux joueurs de l'équipe des Thessaloniki Lions pour hisser l'équipe parmi les trois plus compétitives du pays derrière les Athens RFC et Attica Springboks.
Les deux dernières saisons, il prend en charge l'entraînement et la condition physique des joueurs durant la période estivale. Il est le principal entraîneur de l'équipe et couvre la plupart des entraînements durant les cinq saisons.
Il entraîne particulièrement les avants de l'équipe et hausse le niveau technique général de l'équipe en jouant sur un jeu de touche efficace et une défense solide. Les premiers signes de cette réussite sont caractérisés avec le match de demi-finale à Rhodes en 2010. Après une défaite 57-14 en championnat en octobre 2009, Zaza impose son plan de jeu proposant une solide réponse aux joueurs de Rhodes six mois plus tard : 24-14.
Au fil des saisons, l'équipe devient de plus en plus compétitive avec une opposition forte contre les Athens RFC durant trois saisons avant de les battre en avril 2013.
En septembre 2013, Zaza Navrosachvili quitte Thessalonique et la Grèce après y avoir vécu plus de 18 ans. Il regagne sa Géorgie natale et retrouve sa famille.

## Ère Zaza 2 (2014-2018)
Un an plus tard, Zaza revient de Géorgie pour reprendre l'équipe et les entraînements. Il reprend son précédent métier et ferme la parenthèse. Il reprend les reines de l'équipe en 2014 après un intérim sous la responsabilité de G.Gravalas et S.Batianis.
De 2014 à juin 2018, Zaza est l'entraîneur des Lions mais la scission engagée provoquant la création des Rebels Thessaloniki Rugby fragilise sa position. Il entraîne pour son dernier tournoi à Thessalonique Sevens en mai 2018, de même arbitre le match de gala Lions Thessalonique - Partizan Belgrade.

## Ere Evaggelopoulos (2018 - ...)
En juin, Zaza annonce sa démission de son poste d'entraîneur historique des lions.En septembre, K.Evaggelopoulos prend en charge les entrainements des équipes à la suite de son départ d'Athènes pour Thessalonique.
Les lions opère un rapprochement amical avec les Rebels afin de procéder à une série de matchs test avec leurs homologues.

## Couleurs
Les couleurs du club sont celles des lions. Il s'agit du jaune et du noir comme les couleurs de la crinière de l'animal.
Lors de la création du club, les couleurs officielles déclarées sont : rouge, noir et jaune.
Les couleurs utilisées restent noir et jaune en tant que tenues de matchs et équipements divers.
En 2014, une nouvelle tenue est proposée et remplace la précédente. Les couleurs restent les mêmes mais le noir représente tout le maillot, quelques lignes jaunes ornementent les côtés.

## Logo
Le logo des Thessaloniki Lions vient de l'œuvre d'un ami des quelques joueurs à l'origine de la création du club. Le logo est très inspiré "manga", il est le premier logo officiel du club de la ville. Il est créé pour la fondation du club en 2008. Ce premier logo sera brodé sur écusson en tissu au niveau du cœur du premier jeu de maillots de l'équipe. 

Logo 2011-2014

Lors de la saison 2014-2015, l'équipe des Lions modifie son logo qui était en place depuis sa création en 2008. Le nouvel emblème symbolise une nouvelle époque dans laquelle se lance l'équipe de Thessalonique qui correspond à une nouvelle saison de transition. Cette saison voit en effet la dissolution de la fédération nationale de rugby après sa création en 2004 et le rattachement des clubs en place à la fédération de handball.
Le nouveau logo est diffusé officiellement pour le premier match de la saison en tant que match amical contre les Kosovo Roosters du 2 octobre 2014. Ce nouveau logo s'accompagne de nouveaux t-shirts de l'équipe et de nouveaux maillots.

## Tenue officielle
De 2008 à 2014, le maillot de l'équipe est issue de l'équipementier Kooga avec des bandes larges jaunes-orange et noire. Accompagnée du maillot, les joueurs disposent du short noir à bande latérale jaune-orange du même équipementier Kooga. Les chaussettes sont noires mais au choix des joueurs.
À partir de 2014, l'équipe change de maillot officiel mais reste avec le même équipementier Kooga. Il s'agit d'un maillot noir comportant de quelques bandes jaune-orange sur les flancs. En novembre 2014, l'équipe dispose de son maillot issu du nouveau logo et de numéros floqués dans le dos à la couleur jaune-orange.

## Rivalités
Les rivalités des Thessaloniki Lions sont celles lors des oppositions avec l'autre club de la ville de Thessalonique : Iraklis Thessaloniki RFC. Il s'agit du derby classique de la ville depuis que l'autre club Makedones de la ville d'Evosmos n'existe plus.
Les matchs ont lieu au sein du championnat de Grèce de rugby à partir de la saison 2008-2009 jusqu'à la saison 2012-2013.
Dans le derby avec Makedones Evosmos, les Lions enregistrent : 2 victoires.
Dans le derby avec Iraklis Thessalonique, les Lions enregistrent : 1 victoire, 1 nul, 3 défaites.
En septembre 2017, le départ de trois joueurs à la base du club ose engager la création d'un nouveau derby dans la ville. Il s'agit des Rebels Thessalonique. Quelques joueurs effectuent des matchs amicaux avec Iraklis Thessalonique en vue de se préparer une prochaine équipe.
Les matchs sont principalement des oppositions de tournoi soit sur des périodes courtes. En 2018-2019, les oppositions sont sur deux mi-temps. Lions gagne leur premier match (40-25), perdent leur seconde opposition.

## Infrastructures

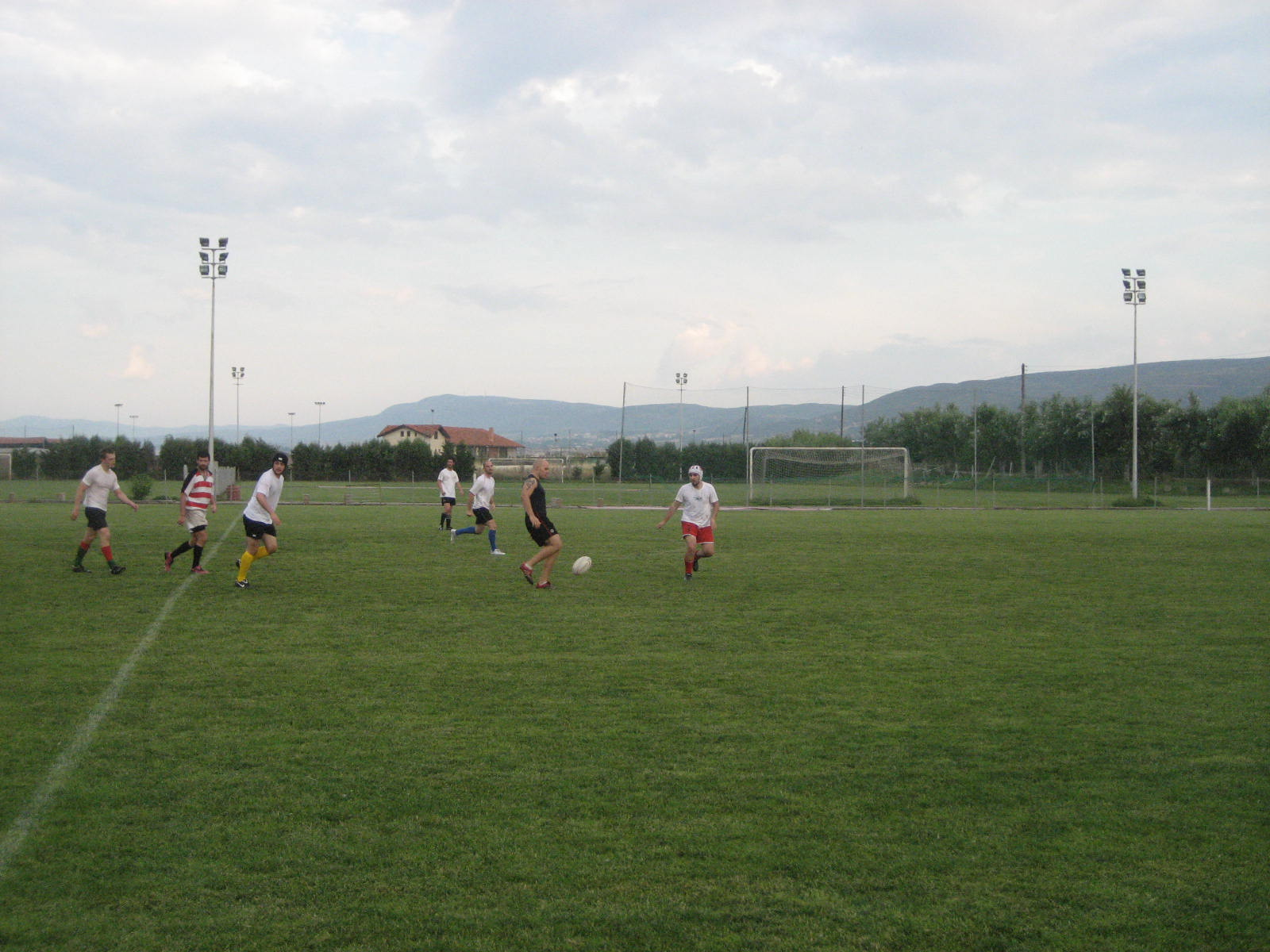
Aperçu du complexe sportif de Matta à Nea Rédaisto

### Terrain d’entraînement
Les entraînements de l'équipe ont lieu depuis la création du club jusqu'en mars 2012, sur le terrain omnisports du Parc environnemental de Thérmi. Depuis le printemps 2012, l'équipe également s'entraîne sur un terrain public du dème de Thérmi à Néa Rédaisto.
Le club des Lions joue officiellement ses matchs de championnat sur terrain privé au Parc Athlétique de Matta à Néa Redaisto à l'est de la ville de Thessalonique.Le terrain de rugby est aménagé spécialement avec lignes et buts de rugby.
Le site dispose de vestiaires.
À compter de la saison 2013-2014, l'équipe disposera d'un terrain attitré, cédé par le Dème de Thérmi.
En septembre 2015, le club dispose d'un terrain et de vestiaires dans la ville de Thessalonique, dans le quartier de Toúmba. Il s'agit du terrain de Papafeio dans la rue Katsmidi.
En septembre 2018, le terrain des lions est situé à Pylaia au sein d'un terrain d'un lycée.

### Lieu des rencontres officielles
Les rencontres avaient lieu au Centre Sportif de Matta à Néa Redaisto. Le complexe est privé mais propose un équipement de qualité pour l'accueil des matchs de rugby de l'équipe : pelouse, lignes, perches privées du club, vestiaires.
Depuis 2014, le lieu des rencontres est le terrain "Papafeio" situé à Toúmba, Thessalonique, il est propriété de l'Institut Papafeio. Les oppositions s'arrêtent à Papafeio dès juin 2018.

## Les joueurs du passé
| Nom                    | Poste                | Naissance  | Nationalité sportive  | Sélections | Dernier club       | Arrivée au club |
| Georgios Laretzakis    | Pilier               | 10/07/1989 | Grèce                 | 2          | Spartakos          | 2008            |
| Theodoris Duskos       | Pilier               | 08/05/1980 | Grèce                 | -          | Spartakos          | 2008            |
| Christos Papathanasiou | Deuxième ligne       | 24/06/1983 | Grèce                 | -          | formé au club      | 2009            |
| Renos Chartopoulos     | Deuxième ligne       | 06/01/1987 | Grèce                 | -          | formé au club      | 2009            |
| Kristian               | Troisième ligne aile | 23/01/1985 | Bulgarie              | -          | Gabrovo RFC        | 2010            |
| Aris Sideras           | Ailier               | 29/03/1987 | Grèce                 | -          | formé au club      | 2010            |
| George Toderasc        | Demi de mêlée        | 14/09/1976 | Roumanie              | -          | Iasi Burlad        | 2009            |
| Georgios Topalidis     | 2e ligne             | 6/10/1987  | Grèce                 | -          | formé au club      | 2011            |
| Alexis Kostakis        | Pilier               | 10/09/1990 | Grèce                 | -          | formé au club      | 2011            |
| Otari Ganjashvili      | Pilier               | 17/11/1988 | Géorgie               | -          | formé au club      | 2011            |
| Nikos Mitsis           | Troisième ligne aile | 22/03/1993 | Grèce                 | -          | formé au club      | 2011            |
| Alexandre Biat         | Demi d'ouverture     | 3/6/1991   | France                | -          | Lille Rugby        | 2011            |
| Roge Canedo            | Arrière              | 12/11/1991 | Espagne               | -          | Orihuela           | 2011            |
| Vassilis Rizos         | 2e ligne             | 16/9/1980  | Grèce                 | -          | Spartakos          | 2008            |
| Kosmas Doulgeris       | Deuxième ligne       | 24/06/1983 | Grèce                 | -          | formé au club      | 2010            |
| Adonis Alexiou         | Arrière              | 05/12/1983 | Grèce                 | 3          | Spartakos          | 2008            |
| Koldo Cuevas           | 3e ligne             | 14/11/1990 | Pays basque / Espagne |            | Union Bilbao Rugby | 2012            |
| Michalis Kavdas        | Ailier               | 06/04/1986 | Grèce                 | -          | formé au club      | 2010            |
| Stavros Bochoris       | Deuxième ligne       | 28/08/1978 | Grèce                 | 6          | Spartakos          | 2008            |
| Nikos Zografos         | Arrière              | 26/04/1991 | Grèce                 | -          | formé au club      | 2011            |
| Theodoris Fotiou       | Ailier               | 20/11/1986 | Grèce                 | 4          | Spartakos          | 2008            |
| Themis Tsironis        | Pilier               | 24/06/1977 | Grèce                 | -          | formé au club      | 2009            |
| Arnaud Deleurme        | Centre               | 31/01/1980 | Bretagne / France     | -          | formé au club      | 2009            |
| Marios Zlatinis        | Deuxième ligne       | 09/01/1979 | Grèce                 | -          | formé au club      | 2010            |

### Les matchs de préparation
Régulièrement des matchs internationaux pour la préparation en fin ou début de saison ont lieu à l'étranger (en dehors de Grèce). Les équipes régulièrement rencontrées sont celles des Athens RFC et celle des Titanes Kavala .
Ces dernières années, ces deux équipes grecques de rugby à XV jouent en matchs amicaux avec les Lions. Des rencontres ont eu lieu durant la saison 2011-2012 à Kavala et Thessaloniki pour les matchs avec les Titanes. Concernant les matchs amicaux contre les Athens RFC, ils ont eu lieu à Domokos  en mai 2011 et mars 2012.
En fin de saison 2010-2011, le 25 mai, les Lions ont effectué un déplacement en Serbie pour jouer un match amical contre l'équipe expérimentée des Wolves Krusevac . Les Lions ont remporté une victoire difficile 28-27 contre une équipe serbe qui n'a pas jamais abandonnée, renforcée en seconde mi-temps par des joueurs treizistes.
À la suite du déroulement de la saison 2012-2013, les Lions effectuent leur traditionnel déplacement en Serbie pour rencontrer une équipe Serbe dans le cadre d'un match test. Le 18 mai 2013, au stade SC INGE de Belgrade a lieu le match comptant pour la Coupe Rakia opposant les Komarac Balkan RC aux Thessaloniki Lions. L'équipe fortement touchée par les absences et le peu de compétition résiste en première mi-temps (15-14) mais lâche prise (30-14).
Troisième match international et suite de la tournée dans les Balkans que l'équipe effectue maintenant depuis 2011. Les Lions préparent leur nouvelle saison en Unity Cup avec un match à Skopje (Macédoine) contre l'équipe kosovare des Kosovo Roosters le 2 octobre 2014. Le match se joue à 13 joueurs pour les Lions, les Roosters disposent du double de joueurs et font tourner leur effectif. Finalement, l'équipe grecque s'incline normalement 62-20.

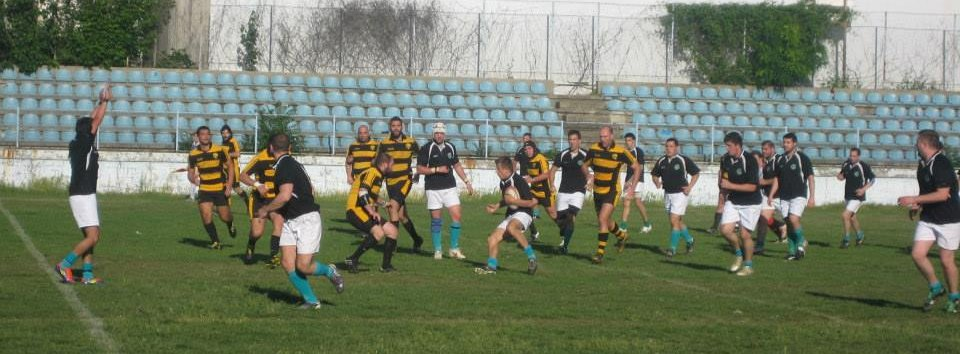
Match Komarac-Lions le 18/5/2013 à Belgrade

## Joueurs en sélection nationale
L'équipe alimente régulièrement l'équipe nationale de Grèce de rugby à XV depuis sa création. Les premiers joueurs sélectionnés sont présents dès la réalisation de la première équipe de Grèce. Vaggelis Vassiliadis et Iannis Rizos alors au Spartakos intègrent dès 2005 l'équipe et jouent contre l'Azerbaïdjan à Bakou.
Puis, plusieurs autres joueurs sont appelés pour renforcer la Nationale : Stavros Bochoris et Georgios Gravalas.
En 2008, l'équipe Grèce intègre la division supérieure, de jeunes joueurs sont appelés venant des Lions, équipe nouvellement formée : Thodoris Fotiou, Kostas Evaggelopoulos.
Parallèlement, l'équipe des moins de 20 ans de Grèce est formée, composée elle aussi par de nombreux joueurs de l'équipe des Lions : Larentzakis, Batianis, Terentzakis, Evaggelopoulos.
Pour certains, l'équipe de jeunes sera le moyen d'intégrer l'équipe séniors tels que Terentzakis et Evaggelopoulos. Rizos et Bochoris continuent à participer régulièrement aux compétitions internationales de la FIRA-AER.
Certains participent également aux compétitions estivales de rugby à 7.

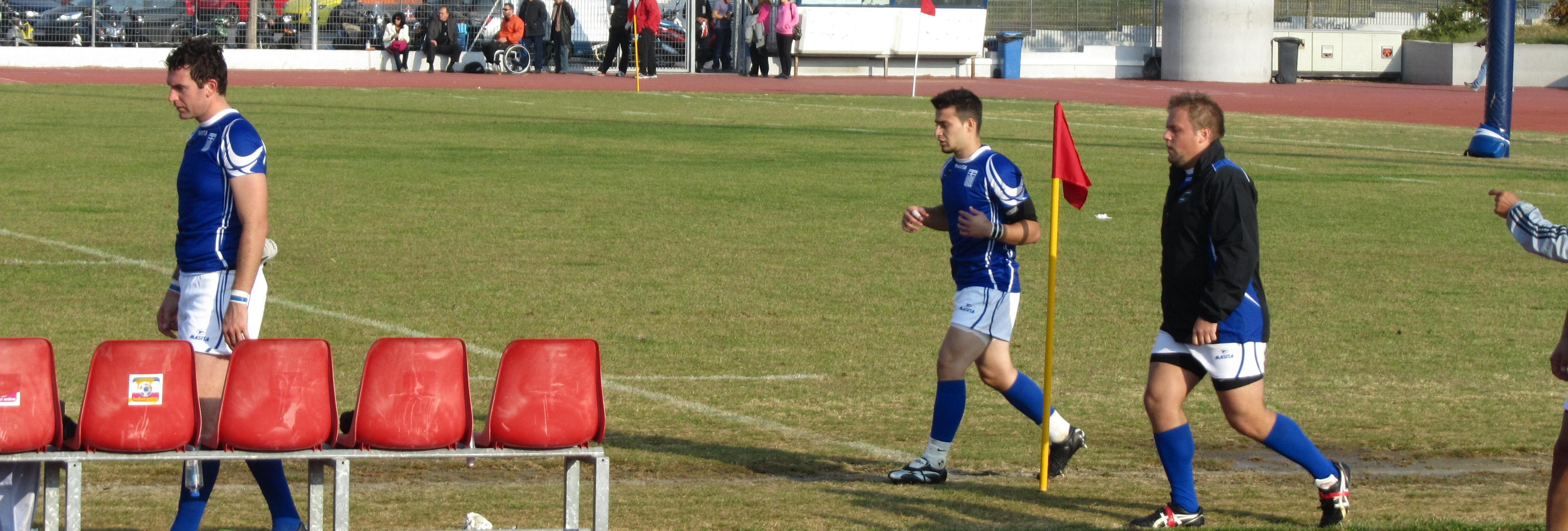
Joueurs des Lions Thessaloniki en équipe nationale de rugby à XV.

Depuis 2011, de nouveaux jeunes joueurs prometteurs sont intégrés à l'équipe nationale aux côtés des grecs venus de l'étranger et de championnats professionnels. C'est le cas de Platon Mosoidis qui devient titulaire sur les ailes de la Nationale.